# ロジャー・ニコルズ (音楽学者)
ロジャー・デイヴィッド・エドワード・ニコルズ（Roger David Edward Nichols 1939年4月6日 - ）は、イングランドの音楽学者、評論家、翻訳家、著作家。はじめ大学で講師を務めた後、1980年に専業のフリーライターとなった。彼の作品で特に知られるのはクロード・ドビュッシーやモーリス・ラヴェル、並びに第一次世界大戦後の期間におけるパリの音楽事情に関する著作を含むフランス音楽に関する業績である。翻訳家としてはジャン＝ミシェル・ネクトゥーが著したガブリエル・フォーレの標準的伝記の英語版を手掛けている。そのフランス音楽研究への功績を称え、2006年にフランス政府から勲章を授けられている。

## 生い立ちとキャリア
ケンブリッジシャーのイーリーに生まれた。父のエドワード・ニコルズは弁護士、母のドロシー（旧姓ウェスト）は会計士だった。オックスフォード大学のウスター・カレッジにおいて、エドマンド・ラッブラの薫陶を受けた。パリではマグダ・タリアフェロにピアノを学んだ。卒業後はテンバリー・ウェルズのセント・マイケル・カレッジ（英語版）の教員となり（1966年-1973年）、次いでオープン大学（1975年-1976年）、バーミンガム大学（1978年-1980年）で講師を務めた。教員のサラ・エドワーズと結婚し、2男1女を儲けた。
処女作となるニコルズの著書はオックスフォード大学出版局から出版されたクロード・ドビュッシーに関する研究（1972年）で、この86ページからなる作品は同出版局の「Oxford Studies of Composers」シリーズのひとつであった。その後もメシアン（1974年）やラヴェル（1977年）の研究書が続き、編集者、翻訳家、もしくはその両方の役割でドビュッシー（1987年）、ラヴェル（1987年）、ベルリオーズ（1995年）、サティ（1995年）、メンデルスゾーン（1997年）の記した、または関係する書簡集や回想録集に携わった。彼の最も重要な翻訳作品として、ジャン＝ミシェル・ネクトゥーが著した『Gabriel Fauré: les voix du clair-obscur』（1990年）を英語に訳してケンブリッジ大学出版局から出版された『Gabriel Fauré: A Musical Life』（1991年）を挙げることが出来る。2002年には『The Harlequin Years: Music in Paris 1917–1929』を手掛けた。『ミュージカル・タイムズ』誌はこの作品について「『The Harlequin Years』は驚くべき書籍であり、出来る限り広範な聴衆に読まれるに値する。（中略）古典である。」と評している。
ニコルズは1980年の『ニューグローヴ世界音楽大事典』で、ドビュッシーとプーランクの項を担当している。『ミュージカル・タイムズ』と『BBCミュージック・マガジン』には定期的に寄稿している。
BBCラジオ3で出演した番組には、作曲家の言葉を語るクライヴ・スウィフトと共演した、5部にわたるエマニュエル・シャブリエの生涯と芸術に関するシリーズがある。
2006年には40年に及ぶフランス音楽への貢献を賞し、フランス政府からレジオンドヌール勲章のシェバリエの勲位を授かった。